# Raión de Saky
El raión de Saky (en ucraniano: Сакський район, en ruso: Сакский район, en tártaro de Crimea: Saq rayonı) es un raión o distrito de la República Autónoma de Crimea de Ucrania o República de Crimea, perteneciente a Rusia. Es una de las 25 regiones de esta República. 
El centro administrativo del distrito es la ciudad de Saky, pero que sin embargo, no pertenece al distrito, ya que forma parte del Municipio de Saky.

## Demografía
Según estimación 2010 contaba con una población total de 80964 habitantes.

## Otros datos
El código KOATUU fue 124300000. El código postal 96500 o 296500, el prefijo telefónico +380 6563 o +7 36563.